# Església parroquial de Santa Magdalena (Arnes)
L'Església parroquial de Santa Magdalena és una església del municipi d'Arnes (Terra Alta) inclosa en l'Inventari del Patrimoni Arquitectònic de Catalunya.

## Descripció
És una església barroca feta amb carreus i mamposteria, té tres naus i creuer. Totes les voltes foren fetes després de la guerra civil de 1936. Va ser edificada sobre una primitiva església gòtica, les restes de la qual encara es poden apreciar dins d'un pati que hi ha entre l'església i l'habitatge del capellà. Hi ha dues portes gairebé iguals amb arc rodó emmarcat per mitges pilastres estriades, arquitrau i fornícula superior. Està coberta amb teula i l'absis totalment pla. L'ornamentació vegetal és molt abundant. La porta frontal està actualment cegada. La torre-campanar, és de cos quadrat amb culminació octogonal.
El 1940 fou restaurada.